# 相爱恨早
《相爱恨早》是电视剧《致青春》的片尾曲，由那英演唱，尹约作词，钱雷作曲，于2016年7月发行。

## 创作者
以下内容整理自虾米音乐
所属专辑：NASING
作词：尹约
作曲：钱雷
编曲：捞仔
厂牌：福月音乐

## 演唱场合
2016年7月，《跨界歌王》总决赛，王凯将携手那英演唱歌曲《相爱恨早》。